# Џесика Бил
Џесика Клер Бил (енгл. Jessica Claire Biel; 3. март 1982) америчка је глумица и манекенка.
Бил је своју каријеру започела као певачица појављујући се у музичким продукцијама све док није добила улогу Мери Камден у породичној драмској серији Седмо небо (1996–2006), у којој је постигла признање.
Године 1997. Бил је освојила награду за младог уметника. Добила је даље признање за главну улогу Ерин Хардести у хорор филму Тексашки масакр моторном тестером (2003). Бил је од тада глумила у филмовима као што су Илзуиониста (2006), Дан заљубљених (2010), Тотални опозив (2012) и Хичкок (2012).
Године 2017, Бил је била извршна продуценткиња и звезда ограничене драмске серије The Sinner, за коју је добила номинације за Златни глобус и Еми за најбољу главну глумицу у ограниченој серији или филму.

## Биографија
Џесика Клер Бил је рођена 3. марта 1982. у Елију, Минесота, од породице Кимберли (рођена Конро), домаћице и духовног исцелитеља, и Џонатана Била, пословног консултанта и радника Џенерал Електрика. Њен прадеда по оцу био је син мађарско-јеврејских досељеника; такође има немачко, француско, енглеско и скандинавско порекло. Њен млађи брат Џастин покренуо је и води линију еко-аксесоара БАРЕ. Билина породица се често селила током њеног детињства, живећи у Тексасу, Конектикату, и Вудстоку у Илиноису, пре него што се коначно настанила у Боулдеру у Колораду. Док је одрастала, Бил је играла фудбал и и тренирала као гимнастичарка шестог нивоа.

## Приватни живот
Бил и њен колега из екипе Седмо небо Адам ЛаВоргна имали су везу ван екрана од 1998. до 2001. након сусрета на снимању филма Бићу код куће за Божић. Излазила је са глумцем Крисом Евансом од 2001. до 2006. године.
У јануару 2007. Бил је почела да излази са певачем и текстописцем Џастином Тимберлејком. Верили су се у децембру 2011. и венчали 19. октобра 2012. у Фазану, Италија. Бил и Тимберлејк имају два сина заједно: једног рођеног у априлу 2015, а другог рођеног у јулу 2020.

## Филмографија
| Филмови             |                                     |               |                    | |
| Година              | Српски назив                        | Изворни назив | Улога              | Напомене |
| 1994.               | Дигитални свет                      |               | Регратал (глас)    | |
| 1997.               | Јулијево злато                      |               | Кејси Џексон       | |
| 1998.               | Бићу код куће за Божић              |               | Али                | |
| 2001.               | Летње игре                          |               | Тенли Париш        | |
| 2002.               | Правила привлачности                |               | Лара Холеран       | |
| 2003.               | Тексашки масакр моторном тестером 5 |               | Ерин Хардести      | номинација - Награда Сатурн за најбољу глумицу (филм) номинација - МТВ филмска награда за највеће глумачко откриће |
| 2004.               | Мобилни                             |               | Клои               | |
| 2004.               | Блејд: Тројство                     |               | Абигејл Вистлер    | |
| 2005.               | Стелт: Невидљиви бомбардер          |               | поручник Кара Вејд | |
| 2005.               | Лондон                              |               | Лондон             | |
| 2005.               | Елизабеттаун                        |               | Елен Кишмор        | |
| 2006.               | Илузиониста                         |               | Софи               | |
| 2007.               | Земља храбрих                       |               | Ванеса Прајс       | |
| 2007.               | Поглед у будућност                  |               | Лиз                | |
| 2007.               | Чак и Лери - брак по мери           |               | Алекс Макдона      | |
| 2008.               | Рупа на небу од папира              |               | Карен Воткинс      | кратки филм; такође извршна продуценткиња                                                                          |
| 2008.               | Лака врлина                         |               | Ларита Витакер     | |
| 2009.               | Планета 51                          |               | Нира (глас)        | |
| 2009.               | Укрштене судбине                    |               | Роуз-Џони          | |
| 2010.               | Дан заљубљених                      |               | Кара               | |
| 2010.               | А-тим                               |               | Шариса Соса        | |
| 2011.               | Нова година у Њујорку               |               | Тес                | |
| 2012.               | Тотални опозив                      |               | Мелина             | |
| 2012.               | Високи човек                        |               | Џулија Денинг      | |
| 2012.               | Игра за опстанак                    |               | Стејси             | |
| 2012.               | Хичкок                              |               | Вера Мајлс         | |
| 2013.               | Истина о Еманјуел                   |               | Линда              | |
| 2015.               | Случајно заљубљени                  |               | Алис Екл           | |
| Телевизијске серије |                                     |               |                    | |
| 1996–2003, 2006     | Седмо небо                          |               | Мери Кемден        | 136 епизода |
| 2005.               | Породични човек                     |               | Брук (глас)        | Епизода: |
| 2009.               | Уживо суботом увече                 |               | Џесика Ребит       | Епизода: Двејн Џонсон/Реј Ламонтејн                                                                                |
| 2014.               | Нова девојка                        |               | Кет                | Епизода: |